# مونتسرات گونزالس
 مونتسرات گونزالس (انگلیسی: Montserrat González؛ زاده ۱ ژوئیهٔ ۱۹۹۴) یک تنیس‌باز اهل پاراگوئه است. 